# Diatraea gaga
Diatraea gaga là một loài bướm đêm trong họ Crambidae.